# Gábor József (zongoraművész)
Gábor József (Hajdúnánás, 1945. július 20.  – Budapest, 2017. szept. 23.) zongoraművész, a Győri Széchenyi István Egyetem címzetes professzora, a Zeneművészeti Intézet korábbi igazgatója.

## Életrajza
A család: Édesanyja Tölgyesi Ilona gyermekfelügyelő, édesapja Gábor József – aki egy gyermekkori sportbaleset miatt 75%-os csökkentlátó – gyógypedagógiai tanár. Szülei ugyan nem voltak hivatásos zenészek, de mindketten komoly zenei tanulmányokat folytattak. Édesanyja a két világháború között hegedülni tanult, és egészen a főiskolai szintig eljutott. Édesapja a debreceni városi zenedében tanult zongorázni és kiváló tenor hanggal rendelkezett. A második világháború előtti időszakban színpadi szerzőként működött, operetteket és daljátékokat komponált. Szülei a második világháború után Budapestre költöztek és a Vakok Iskolájában nevelőként dolgoztak.
Felesége, Jászberényi Lilian szintén muzsikus, ő is zongorakísérő. Gyermekük nem született.
Életút: Gábor József a Budapesti Zenei Gimnáziumban érettségizett 1963-ban. Zongoraművész diplomáját a budapesti Liszt Ferenc Zeneművészeti Főiskolán szerezte 1969-ben, tanára Zempléni Kornél volt. Érdeklődése hamar a kamaramuzsika felé fordult, a kíséret, az együtt zenélés szenvedélye már konzis korában kialakult. Eleinte csellistákat kísért, majd 1970-től a győri szakközépiskolába kerülve – itt minden tanszakról kellett növendékeket kísérnie, – nagyszerű lehetőséget kapott a blattolás fejlesztésére és a repertoár megismerésére. Később ezekből a fuvola, a klarinét, a hegedű és az ének maradt meg.
A népszerű Virtuózok című műsorban láthatták a nézők. A tehetségkutató műsor előválogatóin a jelentkezők egyik állandó zongorakísérője volt.
Szabadidejében – mintegy harmincöt éven át, az aranysípig bezárólag – nagy odaadással labdarúgó-játékvezetőként tevékenykedett. Fiatal korában maga is focizott, de mivel egy zenész számára ez a sérülések miatt igen veszélyes lehet, az aktív sportolást hamar abbahagyta. Felfogása szerint a kísérés és a játékvezetői tevékenység valahol rokonok, mindkettőnek érezni kell a ritmusát.

## Szakmai elismerései
- 1985 Győr-Sopron Megyei Művészeti díj
- 2005 Győr város ezüst emlékérme
- 2010 Liszt Ferenc-díj
- 2012 A Magyar Érdemrend lovagkeresztje kitüntetés
- 2015 Címzetes egyetemi tanár